# 1884 في سويسرا
فيما يلي قوائم الأحداث التي وقعت خلال عام 1884 في سويسرا.

## سياسة

### تعيين في المنصب
- 10 مارس – شارل ألبير غوبا عضو مجلس الولايات السويسري ‏.
- 1 ديسمبر – إدوارد مولر عضو المجلس الوطني السويسري ‏.

## مواليد

### يناير
- 28 يناير – أوغوست بيكارد فيزيائي سويسري.[1]

### مايو
- 2 مايو – رودولف تشودي[2]
- 19 مايو – كارل فريدريك ماير[3]

### يونيو
- 24 يونيو – إيفان دريفوس لاعب كرة قدم سويسري.[4]

### يوليو
- 23 يوليو – أميل جانينجز ممثل ألماني.[5]

### سبتمبر
- 7 سبتمبر – فرانز ويلهلم مسايف سويسري.
- 19 سبتمبر – دانيال هغ لاعب كرة قدم سويسري.[6]

### نوفمبر
- 8 نوفمبر – هرمان رورشاخ[7]

### ديسمبر
- 14 ديسمبر – ريجينا أولمان شاعرة سويسرية.[8]

## وفيات

### فبراير
- 8 فبراير – أرنولد هنري غويو (مواليد 1807)[9]